# Neutralität des Gerichts
Die Neutralität des Gerichts ist ein zwingendes Gebot des Rechtsstaatsprinzips. Neutralität im Sinne der Gewaltenteilung setzt voraus,
- dass Gerichte von Gesetzgebung und Verwaltung organisatorisch scharf getrennt sind.[1]
- Weitere Voraussetzung ist, dass die handelnden Richter neutral und unparteiisch sind.[2] Grundbedingung der Unparteilichkeit ist die persönliche und sachliche Unabhängigkeit des Richters und seine Bindung an das Gesetz (Art. 97 Abs. 1 GG, § 1 GVG, § 25 DRiG).
- Nach ständiger Rechtsprechung des Bundesverfassungsgerichts muss sichergestellt sein, dass der Richter unbeteiligter Dritter ist; der Rechtsuchende darf nicht vor einem Richter stehen, der wegen naher Verwandtschaft, Freundschaft oder Verfeindung, oder mit Rücksicht auf andere rechtliche oder persönliche Beziehungen mit einem Verfahrensbeteiligten nicht unbeteiligt ist und die gebotene Neutralität und Distanz vermissen lässt.

Deshalb gehört die Möglichkeit der Ausschließung (ausgeschlossener Richter) oder Ablehnung (wegen Befangenheit) zu den Neutralitätsanforderungen an das Gericht.
Entsprechende Vorschriften finden sich in den Gerichtsordnungen z. B. § 41 ZPO, § 22 StPO. Auch in der Rechtsprechung des Europäischen Gerichtshofs (EuGH) findet sich der Grundsatz.
Weltweit ist das Prinzip der Neutralität des Gerichts in Demokratien mit Gewaltenteilung unterschiedlich stark ausgeprägt.